# Ксенжополе-Комори
Ксенжополе-Комори (пол. Księżopole-Komory) — село в Польщі, у гміні Беляни Соколовського повіту Мазовецького воєводства.
Населення — 108 осіб (2011).
У 1975-1998 роках село належало до Седлецького воєводства.

## Демографія
Демографічна структура станом на 31 березня 2011 року:
|          | Загалом | Допрацездатний вік | Працездатний вік | Постпрацездатний вік |
| -------- | ------- | ------------------ | ---------------- | -------------------- |
| Чоловіки | 56      | 9                  | 33               | 14                   |
| Жінки    | 52      | 8                  | 29               | 15                   |
| Разом    | 108     | 17                 | 62               | 29                   |